# تشارلز إل. فاوست
تشارلز إل. فاوست (بالإنجليزية: Charles L. Faust)‏ هو محامي وسياسي أمريكي، ولد في 24 أبريل 1879 في الولايات المتحدة، وتوفي في 17 ديسمبر 1928. حزبياً، نشط في الحزب الجمهوري. انتخب عضو مجلس النواب الأمريكي.